# 太田尚子
太田 尚子（おおた なおこ）は、日本の助産師、看護学者（母性看護学・助産学）。学位は博士（看護学）（聖路加看護大学・2009年）。静岡県立大学大学院看護学研究科教授・看護学部教授。
筑波大学附属病院助産師、茨城県立医療大学保健医療学部助手、静岡県立大学大学院看護学研究科准教授、静岡県公立大学教職員組合委員長（第8代）などを歴任した。

## 来歴
1984年筑波大学医療技術短期大学部看護学科卒業。続いて、1985年京都大学医療技術短期大学部専攻科助産学特別専攻修了。また、1995年には、東京大学医学部保健学科を卒業し、学士号を取得した。
筑波大学附属病院にて助産師として勤務したのち、茨城県立医療大学保健医療学部助手として、母性看護や助産学を講じた。また、厚生労働省の医政局看護課では看護専門調査員を兼任し、女子栄養大学、山梨大学、静岡県立大学などではそれぞれ講師を非常勤で務めた。また、聖路加看護大学では看護実践開発研究センターの客員研究員に就任した。
2004年、聖路加看護大学の大学院看護学研究科博士前期課程を修了した。2009年には、同研究科博士後期課程を修了し、博士号を取得した。学位論文の題は「ペリネイタル・ロスのケアに関する看護者教育プログラムの効果 : ランダム化比較試験(The effects of nursing educational program that focuses on care for perinatal loss : randomized controlled trial)」。
現在は、静岡県立大学の大学院看護学研究科の准教授を経て教授に就任し、看護学専攻にて助産学を講じている。また、同大学では看護学部の教授を兼務しており、看護学科にて母性看護や助産学を講じている。

## 研究
専門は看護学であり、母性看護学や助産学などの分野を研究している。特に、周産期の死別（いわゆる「ペリネイタル・ロス」）についての研究に取り組んでいる。ペリネイタル・ロスのケアについての研究や、ペリネイタル・ロスのセルフヘルプ活動に関する研究を手掛けており、学術書や専門書などでこの領域に関する執筆を多数手掛けている。そのほか、インストラクショナルデザインに基いた看護教育プログラムの開発や評価にも取り組んでいる。これらの業績が評価され、2015年3月には静岡県立大学学長表彰を受けた。
聖路加看護大学大学院在学中に、ペリネイタル・ロスを経験した家族のためのセルフヘルプグループ「天使の保護者ルカの会」を起ち上げ、その代表に就任した。このグループは、聖路加看護大学の看護実践開発研究センターの事業として継続的に活動しており、2010年にはこのグループを含む同センターの4事業が総理大臣官邸にて子ども若者育成・子育て支援功労者表彰のうち内閣府特命大臣表彰を受けている。

## 略歴
- 1984年 - 筑波大学医療技術短期大学部看護学科卒業。
- 1985年 - 京都大学医療技術短期大学部専攻科助産学特別専攻修了。
- 1995年 - 東京大学医学部卒業。
- 2004年 - 聖路加看護大学大学院看護学研究科博士前期課程修了。
- 2009年 - 聖路加看護大学大学院看護学研究科博士後期課程修了。

## 賞歴
- 2015年 - 静岡県立大学学長表彰。

## 著作

### 共著
- 前原澄子ほか執筆『助産学概論』新訂版、医学書院、1997年。ISBN 9784260362504
- 濱崎勲重編集『困ったときの周産期看護』医学書院、2002年。ISBN 9784260332446
- 堀内成子編集『母性看護実習ガイド』照林社、2007年。ISBN 9784796521444
- 吉沢豊予子編著『周産期看護学アップデート』中央法規出版、2008年。ISBN 9784805829967
- 遠藤俊子責任編集『ハイリスク妊産褥婦・新生児へのケア』日本看護協会出版会、2009年。ISBN 9784818014671

### パンフレット
- 堀内成子ほか『悲しみのそばで――死産・新生児死亡で赤ちゃんを亡くしたご家族へ』聖路加看護大学、2005年。